# لورا حاييم
لورا حاييم (بالعبرية: לורנס חיים‏) (بالفرنسية: Laurence Haïm)‏ هي ناطقة رسمية وصحفية فرنسية وإسرائيلية، ولدت في 14 نوفمبر 1966 في باريس في فرنسا.